# Języki kreolskie na bazie portugalskiego

Języki kreolskie zaznaczono kolorem niebieskim

Języki kreolskie na bazie portugalskiego (port. crioulo) – języki kreolskie powstałe na różnych lokalnych substratach językowych, lecz zachowujące w dużym stopniu gramatykę i słownictwo standardowego języka portugalskiego. Niekiedy używane są wyłącznie w mowie, a język portugalski nadal pozostaje w obiegu jako język administracji i oświaty.
Przykłady języków kreolskich wywodzących się z portugalskiego:
- język saramaccan
- język papiamento
- język kreolski Gwinei Bissau
- język kreolski Wysp Zielonego Przylądka
- języki kreolskie Wysp Świętego Tomasza i Książęcej
- papiá kristang

Językami kreolskimi zajmuje się subdyscyplina językoznawstwa – kreolingwistyka.